# 東武60000系電聯車
東武60000系電聯車（日语：／ Tōbu 60000-kei densha */?）是東武鐵道的一款鋁合金製通勤型電聯車，2013年（平成25年）6月15日開始於野田線開始營運。

## 概要
設計理念與50000系一樣以「人類和環境友好的新世代列車」設計，並且進一步考慮環境，維護和節能(相較舊型電車8000系減少了40％的耗能)，本型車是野田線第一款固定行駛的列車，主要淘汰老舊的8000系電車。
在第一階段計劃中於2012年至2015年間換置野田線大部分的車輛，2012年完成了2個編成(12輛)，2013年完成了6個編成(36輛)，2014年完成了8個編成(48輛)，2015年完成了2個編成(12輛)，第一期企劃一共導入了18個編成。
計劃投資額約為136.21億日元，每輛車的投資額約為126.12百萬日元。

## 外觀
繼50000系之後，東武鐵道再次引入日立製作所製造的20m級單側4門的列車，製造工法同樣採用日立獨家工法－A-train工法製造，使用攪拌摩擦焊(FSW)焊鋁合金雙皮層構造車體。塗裝與50000系相同，大面積無塗裝的列車。
列車車頭行先採用三色LED面板，2016年3月26日野田線開始有急行班次運用，因此列車行先有稍微修改顯示內容。

## 運用
平時只行駛於野田線，2019年4月曾經有伊勢崎線經由野田線的臨時列車的紀錄。

## 編組方式

### 型式介紹
クハ61600型 (Tc1)

開往柏的駕駛拖車，車號是6號車，靠近大宮、船橋方向的座位設有博愛座，定員133名。
モハ62600型 (M1)

中間動車，車號是5號車，靠近柏的座位設有無障礙輪椅空間，搭載集電弓及VVVF控制裝置，定員146名。
モハ63600型 (M2)

中間動車，車號是4號車，與62600型相同靠近柏的座位設有無障礙輪椅空間，搭載電動空氣壓縮機及補助電源裝置，定員146名。
サハ64600型 (T1)

拖車，車號是3號車，靠近柏方向的座位設有博愛座，靠近大宮、船橋方向的座位設有無障礙輪椅空間，搭載電動空氣壓縮機及補助電源裝置，定員146名。
モハ65600型 (M3)

中間動車，車號是2號車，與64600型相同靠近柏方向的座位設有博愛座，靠近大宮、船橋方向的座位設有無障礙輪椅空間，搭載集電弓及VVVF控制裝置，定員146名。
クハ66600型 (Tc2)

開往大宮、船橋的駕駛拖車，車號是1號車，靠近柏方向的座位設有博愛座，定員133名。

### 編成表
|          | ←柏方向大宮、船橋方向→ |                |                |                |                |                 |
| 組成     | クハ61600 (Tc1)        | モハ62600 (M1) | モハ63600 (M2) | サハ64600 (T1) | モハ65600 (M3) | クハ66600 (Tc2) |
| 搭載機器 | ATS・B1・B5・B6        | INV-8          | SIV・CP        | SIV・CP        | INV-4          | ATS・B1・B5・B6 |
| 自重     | 27.7t                  | 33.1t          | 33.1t          | 28.0t          | 31.9t          | 27.8t           |
| 車輛編號 | 61601 ： 61618         | 62601 ： 62618 | 63601 ： 63618 | 64601 ： 64618 | 65601 ： 65618 | 66601 ： 66618  |

範例
INV-8：VVVF控制裝置 (1C8M)、INV-4：VVVF控制裝置 (1C4M)、SIV：補助電源裝置（靜態逆變器）、CP：電動空氣壓縮機
ATS：TPS-ATS裝置、B1：燒結式蓄電池100 V - 100 Ah、B5：燒結式蓄電池15 V - 30 Ah　B6：燒結式蓄電池15 V - 6 Ah

## 外部連結
- 車両紹介 | 企業情報 | 東武鉄道ポータルサイト （页面存档备份，存于）
- SUBWAY 日本地下鉄協会報 第198号 42-47ページ 東武鉄道新型車両60000系の概要PDF - 一般社団法人日本地下鉄協会
- 編集長敬白: 東武野田線60000系登場。 - 鉄道ホビダス （页面存档备份，存于）